# يو إف سي ليلة القتال: سميث ضد تيكسيرا
يو إف سي ليلة القتال: سميث ضد تيكسيرا (بالإنجليزية: UFC Fight Night: Smith vs. Teixeira)‏ هو حدث لفنون القتال المختلطة نظمته يو إف سي، أُقيم في 13 مايو 2020، على الساحة التذكارية للمحاربين القدامى في ستار في جاكسونفيل، فلوريدا، الولايات المتحدة.